# Sandoricum vidalii
Sandoricum vidalii là một loài thực vật thuộc họ Meliaceae. Đây là loài đặc hữu của Philippines. Chúng hiện đang bị đe dọa vì mất môi trường sống.